# فانديريروبو
فانديريروبو (بالإنجليزية: Vandayarriruppu)‏ هي منطقة سكنية تقع في الهند في Orathanadu Taluk. يقدر عدد سكانها بـ 1,844 نسمة .